# Isländische Eishockeyliga 2018/19
Die Saison 2018/19 war die 28. Spielzeit der isländischen Eishockeyliga, der höchsten isländischen Eishockeyspielklasse.  Meister wurde Skautafélag Akureyrar, der im Finale Skautafélag Reykjavíkur mit 3:0 Spielen besiegen konnte.

## Modus
Weil Esja Reykjavík nicht mehr am Spielbetrieb teilnahm, startete die Saison mit drei Mannschaften. Die Eishockeyabteilung des Vorjahresteilnehmers Ísknattleiksfélagið Björninn wurde in den Mehrspartenverein Ungmennafélagið Fjölnir eingegliedert.
In der Hauptrunde absolvierten diese Mannschaften jeweils 16 Spiele. Die beiden bestplatzierten Mannschaften qualifizierten sich für das Meisterschaftsfinale. Für einen Sieg nach regulärer Spielzeit erhielt jede Mannschaft drei Punkte, für einen Sieg nach Overtime zwei Punkte, bei einer Niederlage nach Overtime gab es einen Punkt und bei einer Niederlage nach regulärer Spielzeit null Punkte.

## Hauptrunde
| Pl. |                         | Sp | S | OTS | OTN | N | Tore  | Punkte |
| 1.  | Skautafélag Akureyrar   | 16 | 8 | 3   | 2   | 3 | 67:40 | 32     |
| 2.  | Skautafélag Reykjavíkur | 16 | 6 | 2   | 1   | 7 | 49:67 | 23     |
| 3.  | Ungmennafélagið Fjölnir | 16 | 3 | 2   | 4   | 7 | 46:55 | 17     |

Sp = Spiele, S = Siege, N = Niederlagen, OTS = Overtime-Siege, OTN = Overtime-Niederlage

## Finale
- Skautafélag Akureyrar – Skautafélag Reykjavíkur 3:0 (3:2 OT, 3:2, 4:1)